# Xenopholis
Xenopholis är ett släkte av ormar som ingår i familjen snokar. Släktet tillhör underfamiljen Dipsadinae som ibland listas som familj.

Vuxna exemplar är med en längd mindre än 75 cm små ormar med smal bål. De förekommer i Amazonområdet i Sydamerika. Individerna lever i regnskogar och andra fuktiga skogar. De har främst groddjur som föda. Honor lägger ägg.
Arter enligt Catalogue of Life:
- Xenopholis scalaris
- Xenopholis undulatus

The Reptile Database listar dessutom:
- Xenopholis werdingorum